# Stary Skazdub
Stary Skazdub – wieś w Polsce położona w województwie podlaskim, w powiecie suwalskim, w gminie Bakałarzewo.
W latach 1975–1998 miejscowość administracyjnie należała do województwa suwalskiego.
Nazwa wsi pochodzi od pobliskiego jeziora Skazdubek.
Najstarsza wzmianka o istnieniu wsi pochodzi z 1568 roku.

## Związani ze Starym Skazdubem
- Józef Naumowicz – polski duchowny katolicki, profesor nauk humanistycznych, historyk literatury wczesnochrześcijańskiej, patrolog, bizantynolog[9][10]